# Kukulcán
Kukulcán (del maya yucateco: Kꞌuꞌukꞌul Kaan ‘serpiente emplumada’) es una deidad de la mitología maya. Tiene semejanzas con la Serpiente Emplumada, divinidad cuyo culto es uno de los más relevantes en Mesoamérica. Está relacionada con el viento y el agua. Kꞌuꞌukꞌul Kaan es un nombre en maya yucateco que se puede traducir como Serpiente emplumada. Los chontales de Tabasco lo llaman Mukú-leh-chan y es conocido como Gucumatz en la mitología quiché en Guatemala (del quiché: Qꞌukꞌumatz ‘serpiente emplumada’).

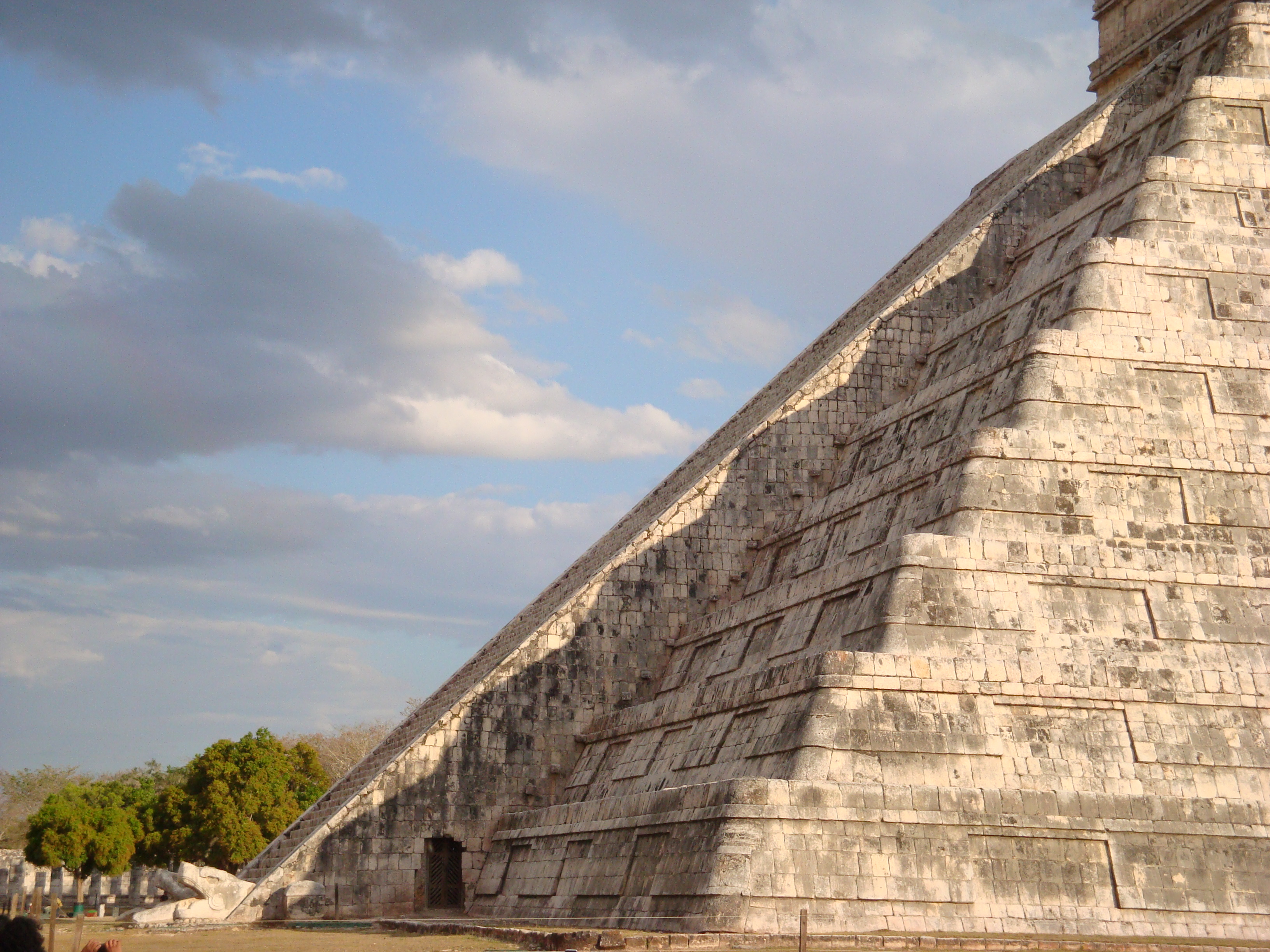
Chichén Itzá, equinoccio.

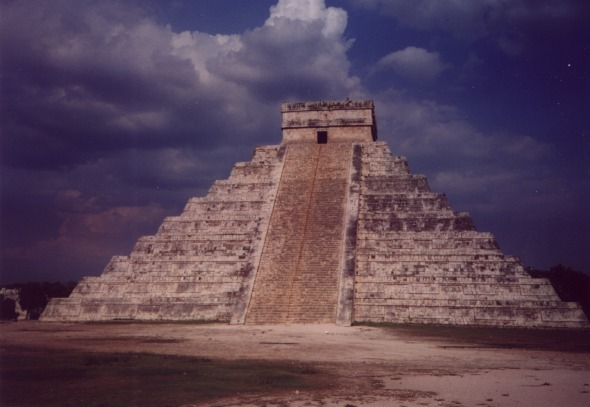
Templo de Kukulcán.

Para algunos investigadores este dios es el mismo Quetzalcóatl (del náhuatl: Ketsalkoatl ‘serpiente emplumada’) de los aztecas y proviene de la cultura tolteca —para otros proviene de la cultura olmeca–. En todo caso su origen es muy anterior a los mayas de la península de Yucatán y a los itzaes, fundadores de Chichén Itzá en el siglo VI, en donde se le erigió una pirámide para señalar su descenso en el ciclo agronómico y político de los mayas peninsulares. La presencia de la serpiente emplumada como símbolo deífico es omnipresente en toda Mesoamérica. 
En el yacimiento arqueológico de Chichén Itzá se le puede observar como una serpiente formada como efecto de luz y sombra que desciende por la alfarda de la escalinata principal del edificio construido para su adoración, durante la jornada equinoccial de marzo y septiembre. Fue una deidad rápidamente asimilada por la aristocracia, a pesar de que se incorporó al panteón maya en una época tardía. 

..."Decían y tenían muy creído, que el postrer día bajaba Cuculcán del cielo y recibía los servicios, vigilias y ofrendas. Llamaban a esta fiesta Chickabán..."
Relación de las cosas de Yucatán, Diego de Landa (1566).

Aparece como una de las divinidades creadoras bajo el nombre de Gucumatz en el Popol Vuh, libro de origen guatemalteco considerado como la biblia de los mayas kꞌicheꞌ, también aparece como deidad de los vientos con el nombre de Ehekatl en la estela 19 de Ceibal. Alcanzó especial trascendencia en la península de Yucatán, donde fue venerado por los mayas itzaes en Chichén Itzá, por los mayas cocomes en Mayapán y por los mayas tutul xiues en Maní, en todas estas ciudades se construyeron templos en su honor.

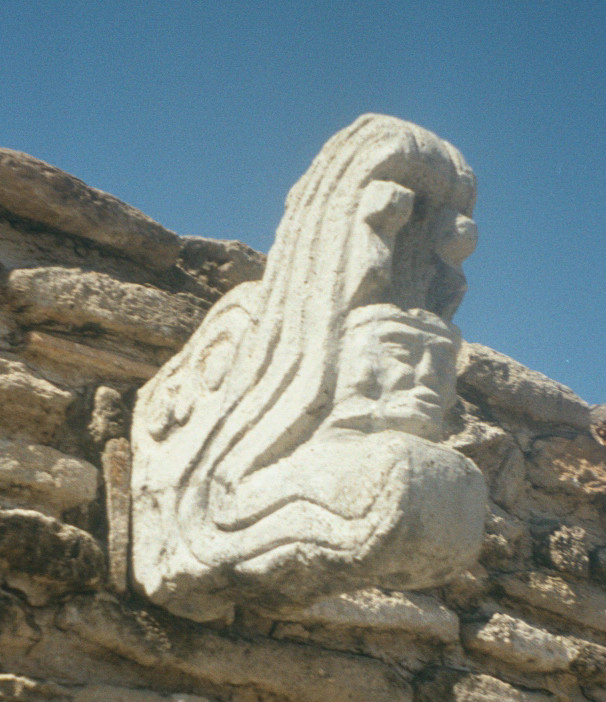
Marcador del juego de pelota en Mixco Viejo, que representa a Gucumatz llevando a Tohil a través del cielo en sus mandíbulas.

De acuerdo con los testimonios descritos por Diego de Landa, los mayas decían que Kukulcán existió como persona que llegó de poniente, antes, después o al mismo tiempo de que los itzaes llegaran a Chichén Itzá. En su partida, se detuvo en Champotón, donde también se erigió un templo en su honor, junto al mar, para posteriormente seguir su camino hacia el altiplano de México.
En cuanto a sus diferencias con respecto a Quetzalcóatl, parece que muchas de ellas se debían a las diferencias climáticas entre ambas regiones. Para los Aztecas, Quetzalcóatl no solo era el Señor del Sol, sino el propio Dios-Sol del país. Kukulcán además tiene los atributos de un Dios-Trueno. En el clima tropical de Yucatán y Guatemala, el Sol al mediodía parece dibujar las nubes de su alrededor con formas serpenteantes; de estas emanan el trueno, la luz y la lluvia, por lo que Kukulcán parecería haber atraído a los mayas más como un dios del cielo que como un dios de la propia atmósfera, a pesar de que muchas veces las estelas del Yucatán representan a Kukulcán con el aire saliendo de su boca, como muchas representaciones mexicanas de Quetzalcóatl.
Kukulcán, del que hablan los arqueólogos, es la deidad que más frecuentemente aparece en los manuscritos del Códice de Dresde y otros. Tiene la nariz larga y truncada, como la de un tapir y en él se encuentran todos y cada uno de los signos de un dios de los elementos. Camina sobre el agua, maneja antorchas ardientes y se sienta en el árbol cruciforme de los cuatro vientos que con tanta frecuencia aparece en los mitos americanos. Evidentemente es un dios del cultivo y héroe, puesto que se le ve plantando maíz, llevando herramientas y continuando un viaje, hecho que establece su conexión solar.
Según las crónicas mayas, Kukulcán, al igual que Quetzalcóatl, es el conquistador que llegó a Yucatán por el mar desde el oeste, hacia finales del siglo XI y se convirtió en caudillo y fundador de su civilización. De la fusión de los dos mitos, Kukulcán aparece como el señor del viento y de la lluvia porque rige y gobierna la nave que le condujo a Yucatán y al pueblo que fundó.
Kukulkan II. La teoría de la existencia de la segunda Pirámide Kukulkan está basada en cálculos astronómicos realizados por el arqueoastrónomo Fernando Juárez (GUA), esta pirámide cumple incluso con la teoría maya de la dualidad, en términos matemáticos su actual posición geográfica está basada en la existencia de un eje central localizado en el sitio Uaxactun, cuyas distancias hacia ambas pirámides puede medirse en arcos de grado dando como resultado el valor Pi Radián de 3.14159 hacia cada lado, la costa norte en Yucatán y la costa sur en Guatemala.
El sitio web "El triángulo Ixchel" es la Guía última de esta Teoría por demás muy acertada, se contempló la Iconografía de los dioses Chaac e Ixchel como base a su veracidad, incluso elementos y narraciones históricas naturales, el movimiento del Sol y su relación con la Luna, y aun más, dando como resultado su veracidad bajo términos Bayesianos con 97% de probabilidad de éxito. ver el sitio : https://eldistribuidor.wixsite.com/ixchel